# Plagiogonus zobeidae
Plagiogonus zobeidae är en skalbaggsart som beskrevs av Rudolph Petrovitz 1980. Plagiogonus zobeidae ingår i släktet Plagiogonus och familjen Aphodiidae. Inga underarter finns listade i Catalogue of Life.